# Associação Internacional de Conselhos Econômicos e Sociais e Instituições Similares

A Associação Internacional de Conselhos Econômicos e Sociais e Instituições Similares (AICESIS) é uma associação de direito neerlandês, com sede em Bruxelas (Bélgica). Foi fundada em 1 de julho de 1999]], em Port-Louis (Ilhas Maurícias).
Os membros da AICESIS são os conselhos econômicos e sociais, instituições consultivas compostas por organizações representantes de parcerias sociais (organizações patronais, sindicatos) e outros atores da sociedade civil. Os conselhos são componentes essenciais da governança participativa nas sociedades modernas.
Os Conselhos nacionais membros ativos das AICESIS são organizações autónomas com abrangência nacional, obtendo sua legitimidade da constituição, de leis, de decretos ou de qualquer outra forma de reconhecimento oficial por parte das autoridades públicas, e desfrutam de uma autêntica representatividade em interesses econômicos, sociais e ambientais.
A AICESIS vem crescendo rapidamente. Em sua composição inicial, a Associação tinha 27 membros associados. Em 2015, a AICESIS tem 72 membros de quatro continentes: África, América Latina e Caribe, Ásia – Eurásia - Oriente Médio e Europa.

## História
A ideia de criar a AICESIS foi lançada por iniciativa do presidente do Conselho Econômico e Social da França, Jean Matteoli, e do Presidente do Conselho Econômico e Social da Costa do Marfim, Philippe Yacé, em Caracas, Venezuela, em 1997.
Em 2 de julho de 1999, em Port-Louis, os Conselhos Econômicos e Sociais e Instituições Similares participantes aprovaram o estatuto fundador da AICESIS por unanimidade. Estes estatutos foram alterados posteriormente pelas Assembleias Gerais de Seul (Coreia do Sul) em setembro de 2006, e do Rio de Janeiro (Brasil), em junho de 2012.

### Presidentes da AICESIS
(Mandato de dois anos)
- Herman H. F. Wijffels: 1999-2001, Presidente do SER dos Países Baixos
- Mohamed Salah Mentouri: 2001-2003, Presidente do CNES da Argélia
- Jacques Dermagne: 2003-2005, Presidente do CES da França
- Wang Zhongyu: 2005-2007, Presidente do CES da República Popular da China
- José Múcio Monteiro: 2007-2008, Presidente do CDES do Brasil
- Janos Todt: 2008-2009, Presidente do CES da Hungria
- Antonio Marzano: 2009-2011, Presidente do CNEL da Itália
- Mohamed Babes Seghir: 2011-2013, Presidente do CNES da Argélia
- Evgueny Velikhov: 2013-2015, Presidente da CCFR da Rússia

### Secretários de AICESIS
(Mandato de quatro anos)
- Bertrand Duruflé: 1999-2008
- Patrick Venturini: desde 1 de janeiro de 2009]]

## Missões
A Associação, atuando essencialmente como uma rede, tem três missões principais, respeitando totalmente a independência de cada um dos seus membros:
- Desenvolver a cooperação entre os seus membros, promovendo o intercâmbio de experiências e boas práticas;
- Promover o diálogo social e, mais amplamente, a democracia participativa;
- Finalmente, incentivar e apoiar a criação de conselhos econômicos e sociais nos Estados que não o possuem, de acordo com os princípios das Nações Unidas e de sua Declaração Universal dos Direitos Humanos, e os princípios e os direitos fundamentais do trabalho aprovado por todos os membros da Organização Internacional do Trabalho.

## Funcionamento

### Composição
Até essa data, a AICESIS tem 72 membros, sendo 62 membros ordinários, 6 membros associados e 4 observadores. 
A AICESIS é composta por quatro órgãos dirigentes:
- A Assembleia Geral reúne-se uma vez por ano em um dos países membros. Ela é soberana e toma, por maioria absoluta, todas as decisões importantes na vida da Associação.

- O Conselho de administração administra a Associação. Reúne-se sempre que o presidente ou dois diretores o consideram desejável, geralmente duas vezes por ano. O Conselho de Administração é composto por 17 membros. Eles são eleitos pela Assembleia Geral para um mandato de dois anos, levando-se em conta uma distribuição geográfica equilibrada (atualmente são dois representantes para a América Latina e do Caribe, seis representantes para a África, seis representantes Europa, três representantes para a Ásia-Eurásia-Oriente Médio).

- O presidente é um presidente de um conselho ou instituição similar que seja membro da associação. Ele(a) é designado(a) para uma mandato de dois anos, de acordo com um princípio de rotação em uma base continental. O presidente possui, juntamente com o Conselho de Administração, a responsabilidade pela direção da AICESIS. Ele representa a Associação e preside o Conselho de Administração e a Assembleia Geral.

- A Secretaria Geral é constituída por um Secretário Geral (SG), eleito pela Assembleia Geral, mediante proposta do Conselho de Administração e dos vice-secretários-gerais (um por continente), nomeado pelo Conselho de Administração. O SG é um cargo permanente da associação, ele assegura a gestão cotidiana, a execução das tarefas e implementa as decisões adotadas. O SG prepara o plano de desenvolvimento a médio-prazo da Associação, as propostas apresentadas à Assembleia Geral e ao Conselho de Administração, e redige, em cooperação com o Presidente, as atas das reuniões com as decisões finais. O SG também responde pela elaboração e gestão do orçamento. Por fim, O SG participa, juntamente com o Presidente, da representação da AICESIS.

### Financiamento
O orçamento da AICESIS consiste, em sua maior parte por contribuições de seus membros, cujo montante é determinado pela assembleia geral.
No entanto, a Associação também recebe contribuições indiretas de alguns membros. A maior parte dos Conselhos Econômicos e Sociais devem esforçar-se, cada um segundo sua capacidade, a participar nos gastos da AICESIS. Por exemplo, recebendo e assumindo as despesas de uma reunião (conferência, reuniões de grupos de trabalho, Assembleia Geral, Conselho de Administração, etc.).

### Trabalho
O plano de desenvolvimento de médio-prazo da AICESIS identifica as seguintes prioridades: 
- Melhorar a governança interna através de um incremento na informação/comunicação e transparência do processo decisório e através do envolvimento dos membros;
- Desenvolver o fluxo de informação e comunicação;
- Reforçar as parcerias com organizações internacionais: OIT, o Conselho Econômico e Social das Nações Unidas (ECOSOC), Departamento de Assuntos Económicos e Sociais das Nações Unidas (UNDESA);
- Melhorar a cooperação e troca de experiências entre os membros sobre temas específicos;
- Auxiliar na criação de CES pelo mundo.

A cada ano, a Assembleia Geral da AICESIS decide quais serão os temas de trabalho prioritários para a Associação. Os métodos de trabalho, organizado pela Secretaria-Geral, devem garantir que o trabalho seja acessível a todos os membros.
Cada Presidência da Associação sugere à Assembleia um tema principal de trabalho. Anteriormente, os temas de trabalho da AICESIS focaram em "A globalização do comércio mundial e suas consequências" (2000); "A luta contra a pobreza através do desenvolvimento sustentável: rumo a uma abordagem de parceria" (2003); "A criação de um ambiente propício à geração de emprego decente e produtivo e seu impacto sobre o desenvolvimento sustentável, incluindo o crescimento econômico sustentável e erradicação da pobreza” (2006); "Intensificar a cooperação internacional, promovendo o desenvolvimento conjunto e construindo um mundo harmonioso" (2007); "O papel do CES / ISs na nova governação mundial econômica, social e ambiental" (2011); "A promoção do emprego e da integração sócio profissional dos jovens: quais são as novas questões e que papel pode desempenhar a sociedade civil organizada" (2013); "Capital nacional humano e novas fontes de competitividade nacional" (2015).
Desde 2007, a AICESIS realiza a premiação dos Objetivos de Desenvolvimento do Milénio. A primeira premiação foi dada pelo Presidente do Brasil, Sr. Lula da Silva, em novembro de 2007, em Brasília (Brasil), prestando homenagem a organizações da sociedade civil e instituições públicas que empreenderam iniciativas notáveis na área de Educação (ODM 2). O segundo prêmio foi entregue em julho de 2011, em Roma (Itália), com a participação do Presidente da República Italiana, o Sr. Giorgio Napolitano, a iniciativas notáveis realizadas para o fortalecimento das mulheres (ODM 3). O terceiro prêmio foi entregue em setembro de 2013, em Argel (Argélia) para organizações da sociedade civil que conduziram iniciativas que tinham por objetivo a realização dos ODM n°1 e 8 "Pleno emprego, trabalho digno e produtivo para a redução da pobreza". A última edição será organizada em setembro de 2015, em Moscou (Rússia) para premiar os CES / ISs por suas ações de promoção da Agenda de Desenvolvimento Pós-2015.
Desde 2009, a AICESIS organiza a cada dois anos, a Escola Internacional de Verão para jovens em início de carreira em um CES, ou uma IS, uma organização membro dessas instituições, ou apenas envolvido no diálogo social em seu país. A primeira edição foi realizada em agosto de 2009, em Noordwijk (Países Baixos) sobre "O CESes em um mundo globalizado." A segunda edição foi realizada em Xangai (República Popular da China), em Setembro de 2012, sobre "Os CESes e o desenvolvimento sustentável". A terceira foi organizada em setembro de 2015, em Kabardino-Balkaria (Rússia) sobre "A cooperação internacional entre Conselhos Econômicos e Sociais e Instituições Similares em prol do desenvolvimento global".
Além disso, AICESIS tem desenvolvido em cooperação com UNDESA, um banco de dados sobre os Conselhos Econômicos e Sociais e Instituições Similares do mundo.
Ela publica mensalmente um boletim eletrônico disponível em seis idiomas: Inglês, árabe, francês, espanhol, italiano e russo.

### Relações com outras organizações internacionais
Na sua 44.ª reunião plenária, em 10 de outubro de 2001, o Conselho Econômico e Social das Nações Unidas (ECOSOC), depois de analisar o pedido da AICESIS, decidiu, de acordo com a regra 79 das regras de procedimento do Conselho, que a organização pode participar em uma base contínua, sem direito a voto, nas deliberações do Conselho sobre as questões no âmbito das suas atividades. Assim, a AICESIS tem o status de observador permanente com competências gerais, sob organização intergovernamental (IGO). Isto lhe permite intervir, ao lado de representantes de governos e organizações não-governamentais (ONGs), e expressar o ponto de vista dos conselhos económicos e sociais em sessões plenárias do ECOSOC.
Em novembro de 2006, a Organização Internacional do Trabalho concedeu a AICESIS status de convidado permanente aos eventos da OIT, e vice-versa. Após ter tomado conhecimento de que o Diretor-Geral havia recebido a garantia de que a OIT seria convidada a todas as reuniões da AICESIS, os conselheiros da OIT recomendaram que o Conselho de Administração autorize permanentemente ao diretor-geral de convidar a AICESIS a ser representada nas sessões anuais da Conferência e em outras reuniões da OIT em que houver interesse técnico, incluindo as reuniões do Conselho de Administração, nas quais questões de interesse da AICESIS são debatidos. Assim, a cada ano, a AICESIS intervém como IGO, na Conferência Internacional do Trabalho, ao lado de representantes de governos e organizações não-governamentais (ONGs), e expressa as opiniões do conselhos econômicos e sociais.
Em maio de 2012, AICESIS e a OIT assinaram um acordo de cooperação. A OIT e AICESIS organizaram muitas conferências conjuntas neste contexto (12-13 outubro de 2010, em Cotonou, Benim: O papel do CES na implementação do Pacto Global para o Emprego; 12-14 de abril de 2011, em Dakar, Senegal: O papel dos CES a respeito das estratégias e políticas públicas de emprego e aplicação do Pacto de empregos global; 10-11 novembro de 2011, em Santo Domingo, República Dominicana: seminário regional América Latina sobre "O papel dos CES no diálogo social"; 8-9 maio de 2012, em Genebra, Suíça: Piso de Proteção Social; 3-4 de dezembro de 2013, em Madrid, Espanha: o papel do CES na resposta à crise global financeira, económica e do emprego; 20-21 novembro de 2014, em Seul, Coreia do Sul: piso de proteção social para todos).
Finalmente, graças à experiência e à assistência do Comité Económico e Social Europeu (CESE) e da União dos Conselhos Económicos e Sociais de África (UCESA), a AICESIS se esforça para promover o processo de integração regional e todas as formas de diálogo entre os agentes económicos e sociais do Norte e Sul, Leste e Oeste.